# 加尔唐普河畔圣萨万教堂
加尔唐普河畔圣萨万教堂（法語：Abbaye de Saint-Savin-sur-Gartempe）是一座位于法国维埃纳省加尔唐普河畔圣萨万市的教堂。始建于11世纪，因教堂内拥有许多11世纪和12世纪、保存完好的罗马式壁画而闻名于世，被誉为“法国的罗马西斯廷教堂”。1983年第7屆世界遗产委员会将其评为世界文化遗产。

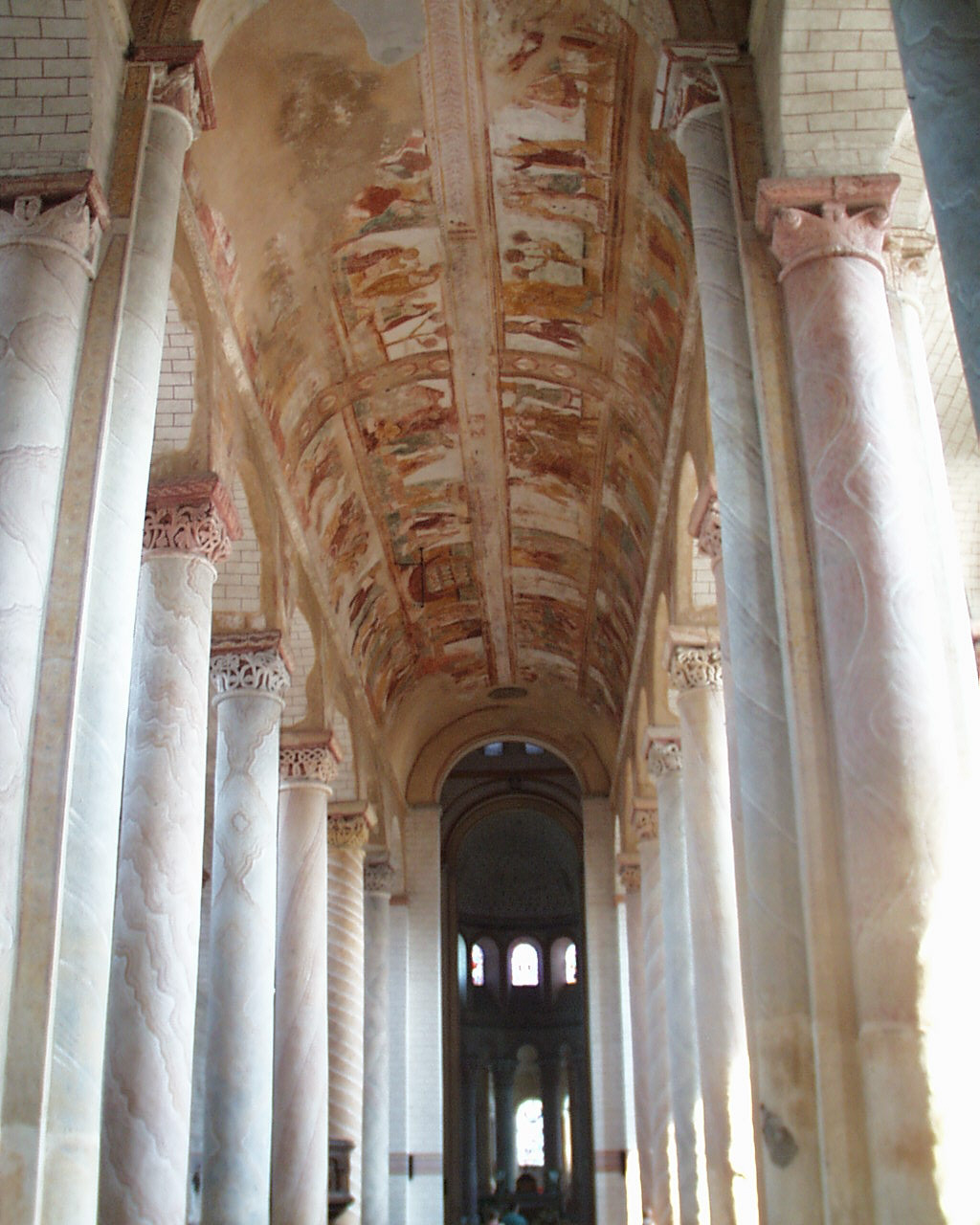
教堂中庭

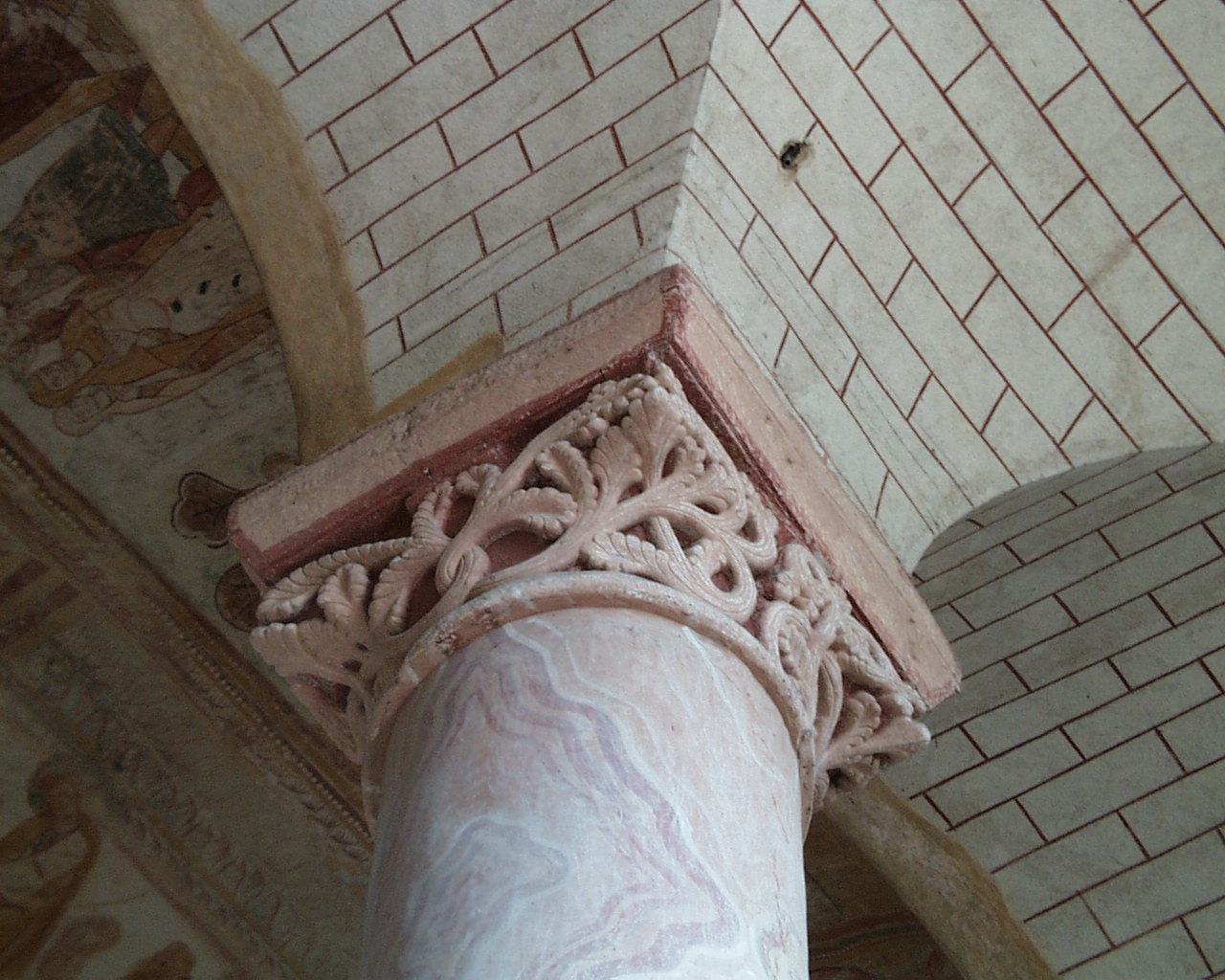
罗马式柱头

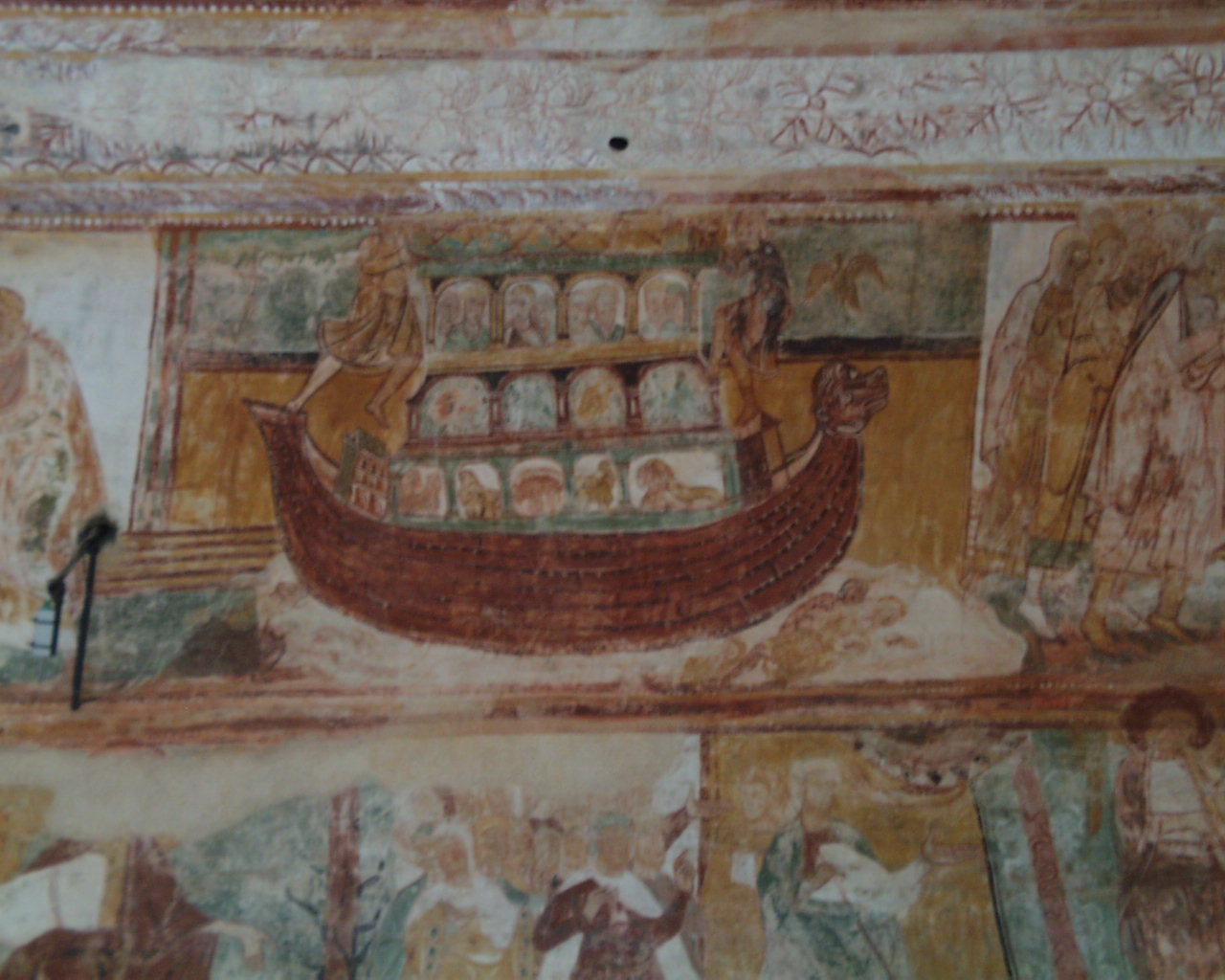
拱顶壁画:诺亚方舟